# Battlefield 2142: Northern Strike
Battlefield 2142: Northern Strike – pierwszy, oficjalny dodatek do gry komputerowej Battlefield 2142, wydany 8 marca 2007 przez Electronic Arts.
W Northern Strike akcja przenosi się do północnej i centralnej Europy. Wojna znowu toczy się pomiędzy Unią Europejską a Koalicją Panazjatycką, która zajęła obszary metropolitarne należące do UE (opuszczone przez ludzi ze względu na panujące tam warunki klimatyczne).
Północna Ofensywa daje graczom dodatkowe 10 nowych przedmiotów do odblokowania, 3 nowe mapy, 2 nowe pojazdy oraz tryb gry Assault Lines.

## Pojazdy

### Goliat A-3
Pojazd Unii Europejskiej, mogący przewozić maks. 5 osób. Jest to rodzaj transportera opancerzonego, o podwyższonej wytrzymałości. Może on też służyć jako przenośny miejsce odradzania się żołnierzy, a także naprawiać pojazdy, uzdrawiać, dodawać amunicji żołnierzom będącym w jego pobliżu. Został on wyposażony w komórki regenerujące, które automatycznie naprawiają pojazd po jego uszkodzeniu. Zniszczenie Goliata jest możliwe jedynie poprzez szybki, masowy atak lub zniszczenie komórek regeneracyjnych.

### Hachimoto Typ 36
Pojazd Koalicji Panazjatyckiej służący do szybkiego transportu. Jest bardzo lekki, szybki i zwrotny, co czyni go idealnym pojazdem do szybkiego szturmu. Opancerzenie Hachimoto czyni go odpornym jedynie na pociski z broni małokalibrowej.